# Wenezuela na Letnich Igrzyskach Paraolimpijskich 2008
Wenezuela na Letnich Igrzyskach Paraolimpijskich 2008 w Pekinie reprezentowało 27 zawodników.

## Medale

### Złoto
- Naomi Soazo – judo, kategoria poniżej 63 kg

### Srebro
- Oduver Daza – lekkoatletyka, sztafeta 4x100 metrów - T11-T13
- Fernando Ferrer – lekkoatletyka, sztafeta 4x100 metrów - T11-T13
- Ricardo Santana – lekkoatletyka, sztafeta 4x100 metrów - T11-T13
- Yoldani Silva – lekkoatletyka, sztafeta 4x100 metrów - T11-T13

### Brąz
- Reinaldo Caravallo – judo, kategoria poniżej 81 kg
- Samuel Colmenares – lekkoatletyka, 400 metrów - T46